# سيرجيو فرنانديز غونزاليس
سيرجيو فرنانديز غونزاليس (بالإسبانية: Sergio Abel Fernández)‏ هو مجدف أرجنتيني، ولد في 27 مارس 1967 في لوفان في بلجيكا.

## وصلات خارجية
- سيرجيو فرنانديز غونزاليس على موقع الاتحاد الدولي للتجديف (الإنجليزية)
- سيرجيو فرنانديز غونزاليس على موقع اللجنة الأولمبية الدولية (الإنجليزية)
- سيرجيو فرنانديز غونزاليس على موقع أوليمبيديا (الإنجليزية)